# Endoribonucléase
Les endoribonucléases sont des enzymes à la fois endonucléases et ribonucléases c'est-à-dire des enzymes qui dégradent l'ARN en fragments plus courts en agissant en un ou différents points de la chaine d'ARN. Elles s'opposent aux exoribonucléases qui coupent les chaines d'ARN à partir d'une extrémité.
On a comme exemple d'endoribonucléases des protéines simples comme la RNase III, RNase A, Ribonucléase T1 et RNase H, mais aussi des protéines complexes comme la RNase P et le complexe RISC.
Dans la nomenclature EC, les endoribonucléases sont classées dans les groupes EC3.1.26 (enzymes produisant des 5'-phosphomonoesters) et EC3.1.27 (enzymes produisant des 3'-phosphomonoesters).